# UMS (datorteknik)
UMS förkortning av USB mass storage även USB MSC, en enhet som lagrar data och kan nås via ett USB-gränssnitt. Exempel på UMS-enheter är bl.a. USB-minnen och ett stort antal MP3-spelare.
MP3-spelare med stöd för UMS behöver inte använda särskild programvara för att överföra och katalogisera filer. Detta görs enkelt med operativsystemets vanliga gränssnitt. 